# Маркес, Микаэль
Микаэль Джош Маркес де Помбал Вивар (швед. Mikael Josh Marqués de Pombal Vivar; род. 8 сентября 2001, Стокгольм) — шведский футболист, защитник американского клуба «Миннесота Юнайтед», выступающий на правах аренды за шведский «Вестерос».

## Клубная карьера
На юношеском уровне выступал за «Окси» и «Кулладаль», а также за молодёжную команду «Ландскруны». Осенью 2017 года перешёл в «ИФК Мальмё», за который выступал на протяжении двух сезонов во втором шведском дивизионе.
В феврале 2020 года стал игроком клуба «Йёнчёпингс Сёдра». Первую игру в его составе провёл 1 марта в рамках группового этапа кубка страны против «Кальмара». Дебют в Суперэттане состоялся 16 июня в матче первого тура против ГАИС.
6 января 2022 года перешёл в «АФК Эскильстуна»,с которой подписал многолетний контракт. В её составе принял участие в 28 матчах. в которых отметился двумя результативными передачами.
В январе 2023 года Маркес подписал контракт с американской «Миннесотой Юнайтед». Дебютировал в MLS 26 марта в домашней игре против «Ванкувер Уайткэпс», появившись на поле на последних минутах встречи. Остаток сезона провёл во второй команде клуба, выступающей в MLS Next Pro.
15 февраля 2024 года на правах аренды до конца года перешёл в шведский «Вестерос», по итогам предыдущего сезона вышедший в Алльсвенскан. Первую игру за новый клуб провёл 17 февраля в кубке Швеции против «Хаммарбю».

## Клубная статистика
| Выступление           | Выступление      | Выступление      | Лига | Лига | Кубки | Кубки | Конт. кубки | Конт. кубки | Разное | Разное | Итого | Итого |
| Клуб                  | Лига             | Сезон            | Игры | Голы | Игры  | Голы  | Игры        | Голы        | Игры   | Голы   | Игры  | Голы  |
| --------------------- | ---------------- | ---------------- | ---- | ---- | ----- | ----- | ----------- | ----------- | ------ | ------ | ----- | ----- |
| ИФК Мальмё            | Дивизион 2       | 2018             | 18   | 1    | 0     | 0     | 0           | 0           | 0      | 0      | 18    | 1     |
| ИФК Мальмё            | Дивизион 2       | 2019             | 20   | 0    | 0     | 0     | 0           | 0           | 0      | 0      | 20    | 0     |
| ИФК Мальмё            | Итого            | Итого            | 38   | 1    | 0     | 0     | 0           | 0           | 0      | 0      | 38    | 1     |
| Йёнчёпингс Сёдра      | Суперэттан       | 2020             | 14   | 0    | 2     | 0     | 0           | 0           | 1      | 0      | 17    | 0     |
| Йёнчёпингс Сёдра      | Суперэттан       | 2021             | 4    | 0    | 0     | 0     | 0           | 0           | 0      | 0      | 4     | 0     |
| Йёнчёпингс Сёдра      | Итого            | Итого            | 18   | 0    | 2     | 0     | 0           | 0           | 1      | 0      | 21    | 0     |
| АФК Эскильстуна       | Суперэттан       | 2022             | 28   | 0    | 0     | 0     | 0           | 0           | 0      | 0      | 28    | 0     |
| АФК Эскильстуна       | Итого            | Итого            | 28   | 0    | 0     | 0     | 0           | 0           | 0      | 0      | 28    | 0     |
| Миннесота Юнайтед     | MLS              | 2023             | 1    | 0    | 0     | 0     | 0           | 0           | 0      | 0      | 1     | 0     |
| Миннесота Юнайтед     | Итого            | Итого            | 1    | 0    | 0     | 0     | 0           | 0           | 0      | 0      | 1     | 0     |
| → Миннесота Юнайтед 2 | MLS Next Pro     | 2023             | 13   | 0    | 0     | 0     | 0           | 0           | 0      | 0      | 13    | 0     |
| → Миннесота Юнайтед 2 | Итого            | Итого            | 13   | 0    | 0     | 0     | 0           | 0           | 0      | 0      | 13    | 0     |
| → Вестерос            | Алльсвенскан     | 2024             | 0    | 0    | 3     | 0     | 0           | 0           | 0      | 0      | 3     | 0     |
| → Вестерос            | Итого            | Итого            | 0    | 0    | 3     | 0     | 0           | 0           | 0      | 0      | 3     | 0     |
| Всего за карьеру      | Всего за карьеру | Всего за карьеру | 98   | 1    | 5     | 0     | 0           | 0           | 1      | 0      | 104   | 1     |